# The Son of No One
The Son Of No One is een Amerikaanse film, uitgekomen in 2011. De regisseur van de film is Dito Montiel.

## Verhaal
Deze film vertelt het verhaal van de jonge agent Jonathan White, gespeeld door Channing Tatum. White keert terug naar zijn roots, een district waar de arbeidsklasse leeft, om daar als politieagent te werken. White heeft echter een achtergrond met daarin een diep geworteld geheim, hetgeen zijn eigen leven en dat van zijn familie in gevaar brengt.